# آلی‌فدرین
آلی‌فدرین (انگلیسی: Alifedrine) یک آگونیست بتا آدرنرژیک نسبی است.